# The Soultronics
The Soultronics est un supergroupe temporaire qui accompagna l'artiste de neo soul D'Angelo durant sa tournée Voodoo Tour en 2000.

## Contexte de création
Le 11 janvier 2000, l'artiste D'Angelo sortit son second album studio intitulé Voodoo. Après la sortie de plusieurs singles, l'artiste et ses labels Cheeba Sound/Virgin décidèrent de lancer une tournée de plusieurs mois à travers le monde.
D'Angelo décide alors de s'entourer un groupe pour la durée de cette tournée, regroupant différents artistes plus ou moins proches de lui. De par sa composition, cette organisation d'artiste est considérée comme un supergroupe, rassemblement d'artistes faisant eux-mêmes partie d'autres groupes ou d'autres formations musicales.

## Membres et organisation
Ce groupe, bien qu'il ait été mis en place pour le concert de D'Angelo, ne fut pas créé par ce dernier mais par trois autres artistes : Ahmir '?uestlove' Thompson, James Poyser et Pino Palladino. Tous trois proches de D'Angelo, Questlove et Poyser étaient alors membres des Soulquarians, collectif de neo soul dont faisait entre autres partie D'Angelo, et Palladino, bien qu'il ne fut jamais membre officiel, fut néanmoins un collaborateur très actif du collectif et participa à nombre d'albums de ses artistes.
Malgré le fait que certains artistes intervinrent sporadiquement dans la tournée, voici la liste des membres de ce groupe : 
- James poyser : claviers
- Pino Palladino : Guitare basse
- ?uestlove : Batterie
- F.Knuckles : Percussions
- Jeff Lee Johnson : Guitare
- Chalmers Alford : Guitare
- Roy Hargrove : Trompette
- Russell Gunn : Trompette
- Franck Lacy : Trombone
- Jacques Schwarz-Bart : Saxophone
- Anthony Hamilton : Chœurs
- Shelby johnson : Chœurs

## La fin du groupe
Ce groupe s'est de facto dissout à la fin de la tournée. Considérant que celle-ci commença au début du mois de juillet 2000 et se termina au tout début du mois de septembre 2000, la durée de vie de ce groupe ne fut que de 2 mois.
Un certain nombre d'artistes continuèrent leur carrière avec succès. ?uestlove continua à travailler avec son groupe The Roots. Shelby Johnson est actuellement le choriste de Prince et ce, depuis 2006. Pino Palladino, après avoir largement contribué aux albums nu soul de la fin des années 1970, continua ses featurings avec d'autres artistes (Eric Clapton, Cliff Richard, etc.). F.Knuckles continua à se produire avec The Roots.
Chalmers Alford, célèbre guitariste de jazz ayant remporté Trois Grammy Awards, continua ses collaborations avec différents artistes (Joss Stone, John Mayer, Mary J Blige, etc.) mais mourut le 24 mars 2008. Roy hargrove continua sa carrière et sortit 3 albums, comme Roy hargrove (mais avec seulement un album).